# Sociokulturellt perspektiv på lärande
Sociokulturellt perspektiv på lärande gör gällande att alla människor lär sig hela tiden i alla sociala sammanhang, och lägger tonvikten på vad snarare än om en individ lär sig. 
Lev S. Vygotskij, ansedd som upphovsman till ett sociokulturellt perspektiv, försökte beskriva människans lärprocesser och utgick ifrån att lärandet startar som en social aktivitet då barnet lever i den intellektuella miljö där de växer upp.

## Internalisering
Till skillnad från andra teorier frångick Vygotskij att lärande och utveckling var en individuell process.

### Processer
I sitt intresse av att förstå hur människans högre psykologiska processer uppstod, det vill säga en del i hur det mänskliga medvetandet utvecklades, hävdade Vygotskij att dessa funktioner, som processerna innehöll, härstammade från sociala aktiviteter. Processerna delade Vygotskij in i två plan: 
- intermental nivå: i samverkan med andra
- intramentalt plan: då de "flyttade in" och bildades på ett inre plan[1]

Vygotskij hänvisade detta till att "den sociala medvetandedimensionen är alltså primär, medan den individuella är avledd och omformad utifrån den sociala".
Processen är inte enkel och passiv, där individen tar in allt från sin omgivning, utan är hur mentala processer utvecklas från en social samverkan till individuella medvetenhetsfunktioner. Processen kallar Vygotskij för internalisering. Internalisering som process är inte bara att överta/bemästra någonting utan också att appropriera – att göra något till sitt eget. Enligt Vygotskij var lärande och utveckling två skilda processer som var tätt sammanvävda på ett komplext sätt.

### Förhållande mellan lärande och utveckling
Vygotskij sammanfattar förhållandet mellan lärande och utveckling utifrån tre punkter:
1. Utveckling föregår lärande och kan därför ske oberoende av lärande. Lärande är en extern process som följer efter utvecklingen.
2. Lärande och utveckling är simultana och sammanfallande processer
3. Lärande och utveckling är inbördes olika processer som hänger samman och inverkar på varandra.

Vygotskij står också för en fjärde position: att lärande medför utveckling, och en rad utvecklingsprocesser skulle vara omöjliga utan lärande.

## Mediering
Mediering är ett centralt begrepp inom ett sociokulturellt perspektiv. Begreppet förklarar samverkan mellan människor och de kulturella redskap (artefakter) som människor använder för att förstå och agera i omvärlden.
"Internaliseringsprocessen innebär att mentala funktioner förmedlas, överförs och understöds – d.v.s. medieras – med hjälp av fysiska och intellektuella redskap som vi människor använder i olika slags sociala aktiviteter. Vi står nämligen inte i direkt, omedelbar kontakt med omvärlden; vi hanterar den med hjälp av medierande metoder vilka utgör kulturella redskap av olika slag"
Mediering innebär således att människan samspelar med externa redskap när hon agerar och varseblir omvärlden (Daniels, 2001, s 13ff). 
För att illustrera tecken- och redskapsberoendet hos våra handlingar använde sig Vygotskij av exemplet att människor kan knyta en knut på sin näsduk om hon vill minnas något. Knuten tjänar då som ett externt hjälpmedel för att minnas, trots att en knut inte kan sägas ha denna funktion i någon naturlig mening. Knuten är heller inte ett enkelt stimulus som skulle utlösa samma respons hos alla som såg den.

## Språkets betydelse och socialisation
Språket är det viktigaste kulturella redskapet – ett redskap som människor använder för att beskriva/förklara, förstå och tänka kring omvärlden. Språket är varken statiskt eller neutralt; språket villkoras av den historiska, de kulturella, kollektiva och individuella sammanhang i vilken det verkar. De språkliga verktygen får mening genom interaktion med andra människor. Liksom traditioner och normer, förs språkliga verktyg vidare till nästkommande generationer, vilket inom ett sociokulturellt perspektiv kallas för socialisation. Socialisation sker främst inom en individs primärgrupp, vilken vanligtvis utgörs av familjen. Familjen har därför en nyckelroll i en individs socialisationsprocess, och påverkar således dennes uppfattningar och tolkningar av omvärlden.

## Den proximala utvecklingszonen
För Vygotskij handlade inte lärandet om vilka begränsningar en individ hade, (i form av mognad etc.), utan om vilka möjligheter en individ hade att lära sig om den fick rätt hjälp: 
"Han definierar således den närmaste utvecklingszonen som området mellan det som ett barn kan klara ensam och det som samma barn kan klara med hjälp av någon annan, t ex. en lärare eller en mera försigkommen kamrat. […] Det barnet kan göra nu med assistans kommer det senare att kunna göra ensam."
Perspektivet ger konsekvenser på hur lärandet bedöms. En god bedömning av ett barn eller en elevs kunskaper bör, enligt ett sociokulturellt perspektiv, inte endast grunda sig i den nuvarande faktiska kunskapen, utan även se till den potentiella utveckling barnet/eleven kan göra med rätt assistans. 

## Intersubjektiva rum
Karsten Hundeide, norsk professor inom psykologi och tolkare av det sociokulturella perspektivet, talar om klassrummet som ett intersubjektivt rum som skapas och formas av dess aktörer. I denna interaktion formas normer för accepterade sätt att tala och handla. Skolgången blir utifrån det perspektivet någonting mer än bara undervisningens innehåll. De elever som på något vis faller utanför normen tenderar att bli exkluderade, både av andra elever och av läraren. Hur interaktionen i klassrummet går till är ett centralt studium när kunskap om hur elever lär sig och blir behandlade söks.